# Formuła logiczna
Formuła logiczna – określenie dozwolonego wyrażenia w wielu systemach logicznych, m.in. w rachunku kwantyfikatorów oraz w rachunku zdań.

## Rachunek zdań
Zdania rachunku zdań są formułami tegoż rachunku. Tak więc każda zmienna zdaniowa {\displaystyle p_{i}} jest formułą. Taką formułę nazywa się też formułą atomową. Formułami są także negacje formuł atomowych, tzn. {\displaystyle \neg p_{i}.} Formuły atomowe i ich negacje nazywa się też literałami. Ponadto jeżeli {\displaystyle \varphi ,\psi } są formułami i {\displaystyle *} jest binarnym spójnikiem zdaniowym (alternatywą {\displaystyle \vee ,} koniunkcją {\displaystyle \wedge ,} implikacją {\displaystyle \Rightarrow } lub równoważnością {\displaystyle \Leftrightarrow }), to {\displaystyle (\varphi *\psi )} oraz {\displaystyle \neg \varphi } są formułami. Żadne inne wyrażenie nie może być formułą.

### Przykłady
Wbrew definicji formalnej, w sytuacjach, gdy nie prowadzi to do nieporozumień, część nawiasów w formule opuszcza się. Przykładowo, zgodnie z definicją formalną wyrażenie: {\displaystyle (p\vee q\vee r)} nie jest formułą (formułą byłoby np. wyrażenie {\displaystyle ((p\vee q)\vee r),} lecz interpretacja takiej formuły jest jednoznaczna i wewnętrzne nawiasy w praktyce pomija się).

## Rachunek kwantyfikatorów
Rachunek kwantyfikatorów (rachunek predykatów pierwszego rzędu), jako uogólnienie rachunku zdań, posługuje się podobną definicją formalną formuły, rozszerzając ją o kwantyfikatory – jeżeli {\displaystyle \varphi } jest formułą rachunku kwantyfikatorów, to {\displaystyle \forall x\varphi } oraz {\displaystyle \exists x\varphi } są nią również.

### Formalna definicja
Niech {\displaystyle \tau } będzie ustalonym alfabetem, czyli zbiorem stałych, symboli funkcyjnych i symboli relacyjnych (predykatów). Każdy z tych symboli ma jednoznacznie określony charakter (tzn. wiadomo czy jest to stała, czy symbol funkcyjny czy też predykat) i każdy z symboli funkcyjnych i predykatów ma określoną arność (która jest dodatnią liczbą całkowitą). Niech {\displaystyle x_{0},x_{1},\dots } będzie nieskończoną listą zmiennych.
Przypomnijmy, że termy języka {\displaystyle {\mathcal {L}}(\tau )} to elementy najmniejszego zbioru {\displaystyle \mathbf {T} } takiego, że:
- wszystkie stałe i zmienne należą do {\displaystyle \mathbf {T} ,}
- jeśli {\displaystyle t_{1},\dots ,t_{n}\in \mathbf {T} } i {\displaystyle f\in \tau } jest {\displaystyle n}-arnym symbolem funkcyjnym, to {\displaystyle f(t_{1},\dots ,t_{n})\in \mathbf {T} .}

Formuły języka {\displaystyle {\mathcal {L}}(\tau )} są wprowadzane przez indukcję po ich złożoności jak następuje:
- jeśli {\displaystyle t_{1},t_{2}\in \mathbf {T} ,} to wyrażenie {\displaystyle t_{1}=t_{2}} jest formułą (tzw. formuła atomową),
- jeśli {\displaystyle t_{1},\dots ,t_{n}\in \mathbf {T} } zaś {\displaystyle P\in \tau } jest {\displaystyle n}-arnym symbolem relacyjnym, to wyrażenie {\displaystyle P(t_{1},\dots ,t_{n})} jest formułą (tzw. formuła atomową),
- jeśli {\displaystyle \varphi ,\psi } są formułami oraz {\displaystyle *} jest binarnym spójnikiem zdaniowym, to {\displaystyle (\varphi *\psi )} oraz {\displaystyle \neg \varphi } są formułami,
- jeśli {\displaystyle x_{i}} jest zmienną oraz {\displaystyle \varphi } jest formułą, to także {\displaystyle (\exists x_{i})(\varphi )} i {\displaystyle (\forall x_{i})(\varphi )} są formułami.

### Zmienne wolne w formule
W formułach postaci {\displaystyle (\exists x_{i})(\varphi )} i {\displaystyle (\forall x_{i})(\varphi )} mówimy, że zmienna {\displaystyle x_{i}} znajduje się w zasięgu kwantyfikatora i jako taka jest związana. Przez indukcję po złożoności formuł, rozszerzamy to pojęcie na wszystkie formuły w których {\displaystyle (\exists x_{i})(\varphi )} czy też {\displaystyle (\forall x_{i})(\varphi )} pojawia się jako jedna z części użytych w budowie, ale ograniczamy się do występowań zmiennej {\displaystyle x_{i}} w {\displaystyle \varphi } (i mówimy, że konkretne wystąpienie zmiennej jest wolne lub związane). Bardziej precyzyjnie:
- każde wystąpienie zmiennej {\displaystyle x_{i}} w formule atomowej jest wolne,
- jeśli {\displaystyle \psi } to formuła postaci {\displaystyle (Qx_{i})(\varphi ),} to każde wystąpienie zmiennej {\displaystyle x_{i}} w formule {\displaystyle \psi } jest związane,
- jeśli {\displaystyle \psi ,\varphi } to formuły i pewne wystąpienie zmiennej {\displaystyle x_{i}} w formule {\displaystyle \psi } jest związane (wolne, odpowiednio), to wystąpienie to rozważane w formułach {\displaystyle \varphi *\psi ,} {\displaystyle \psi *\varphi } oraz {\displaystyle \neg \psi } także jest związane (wolne, odpowiednio; tutaj * jest binarnym spójnikiem zdaniowym).

Formuły w których nie ma wolnych występowań żadnych zmiennych są nazywane zdaniami (danego języka).
Domknięciem (lub domknięciem ogólnym) względem zmiennych {\displaystyle x_{1},\dots ,x_{n}} formuły {\displaystyle \varphi } nazywamy formułę {\displaystyle \forall x_{1}\ldots \forall x_{n}\varphi .}

### Przykłady
W praktyce, podobnie jak w rachunku zdań, gdy nie prowadzi to do niejasności, stosuje się zasadę opuszczania nawiasów.
- Przykładami formuł języka {\displaystyle {\mathcal {L}}(\{\in \})} teorii mnogości (czyli {\displaystyle \in } jest binarnym symbolem relacyjnym) są:

{\displaystyle \forall A\forall B(\forall x(x\in A\iff x\in B)\Rightarrow A=B)}
{\displaystyle \exists P\forall Z(Z\in P\iff \forall x(x\in Z\Rightarrow x\in X))}
- Przykładami formuł języka {\displaystyle {\mathcal {L}}(\{\star \})} teorii grup (czyli {\displaystyle \star } jest binarnym symbolem funkcyjnym) są:

{\displaystyle (\forall x_{1}\in G)((x_{1}\star x_{2})\star x_{3}=x_{1}\star (x_{2}\star x_{3})),}
{\displaystyle (\exists e\in G)(\forall a\in G)(e\star a=a),}
{\displaystyle (\forall a\in G)(\exists b\in G)(b\star a=e),}